# جودي اليس
جودي إيليس،  هي أستاذة علم الأعصاب. وهي مديرة أخلاقيات علم الأعصاب الكندية في جامعة كولومبيا البريطانية، وعضوة هيئة التدريس في مركز أبحاث الدماغ في جامعة كولومبيا البريطانية وفي معهد فانكوفر لأبحاث الصحة الساحلية. وهي أيضًا حاصلة على مناصب منتسبة لكلية السكان والصحة العامة وكلية الصحافة في جامعة كولومبيا البريطانية، وفي قسم علوم وهندسة الكمبيوتر في جامعة واشنطن في سياتل، واشنطن. الولايات المتحدة الأمريكية. تم منحها وسام كندا في عام 2017.

## تركيز أبحاثها
يركز بحث ايليس على التحديات الأخلاقية والقانونية والاجتماعية والسياسية، على وجه التحديد في تقاطع علوم الأعصاب وأخلاقيات الطب الحيوي. يتضمن ذلك دراسات حول التقنيات العصبية المتقدمة في البحوث الأساسية والسريرية والطب التجديدي والخرف والإدمان وتسويق علم الأعصاب الإدراكي. كما أنها تقود برنامجًا قويًا للبحث والتوعية مكرسًا لتحسين محو الأمية في علم الأعصاب وإشراك أصحاب المصالح على نطاق عالمي.

## نشاطات أخرى
تعتبر ايليس رائدًة في مجال أخلاقيات علم الأعصاب الذي تم إنشاؤه رسميًا في أوائل عام 2000 لمواءمة أخلاقيات الطب الحيوي مع علم الأعصاب في البحث والممارسة السريرية وتسويق صحة الدماغ. وهي تشارك في تشكيل إستراتيجية أبحاث الدماغ الكندية لمبادرة الدماغ الدولية، وهي عضو في العديد من المجالس الاستشارية، بما في ذلك اللجنة الدائمة للأخلاقيات ومعهد العلوم العصبية للصحة العقلية والإدمان التابع للمعاهد الكندية لأبحاث الصحة. وهي أيضًا مديرة عامة، مُعيَّنة حديثًا، للأكاديمية الكندية للعلوم الصحية. غالبًا ما يُطلب من ايليس تقديم استشارات وشهادة الخبراء بشأن المسائل الأخلاقية التي تتضمن تضارب المصالح والخصوصية العصبية وملكية بيانات البحث والحوكمة والتنظيم

## الكتب
- طالب المنحة الإستراتيجية: دليل لوضع تصور للبحث القابل للتمويل في علوم الدماغ والسلوك (1999)
- أخلاقيات علم الأعصاب: تحديد القضايا في النظرية والتطبيق والسياسة (2005)
- أخلاقيات الإدمان العصبية: أخلاقيات البحث في علم الأعصاب عن الإدمان وعلاجه (2011)
- القضايا الأخلاقية في علم الأعصاب السلوكي (2015)
- دليل أكسفورد لأخلاقيات الأعصاب (2013)
- أخلاقيات علم الأعصاب: توقع المستقبل (2017)
- التطورات في أخلاقيات علم الأعصاب وأخلاقيات علم الأحياء (الألم - 2018 ؛ الصحة العقلية العالمية - 2019 ؛ افعل ذلك بنفسك التقنيات العصبية - 2020 مرتقب)

## الجوائز والتكريم
في عام 2017، تم منح ايليس وسام كندا.   
- المرأة في علم الأعصاب، 2004 [9]
- مرشحة لجائزة المرأة المتميزة، جمعية الشابات المسيحية العالمية، 2009
- مرشحة لجائزة التوجيه، مجلة ناتشر، 2010
- جائزة التقدير الخاصة لويز هانسون مارشال، جمعية علم الأعصاب، 2011
- جائزة باتريشيا برايس براون في أخلاقيات الطب الحيوي، 2018 [10]

## روابط خارجية
- الملف الشخصي لباحث جامعة كولومبيا البريطانية
- الصفحة الرئيسية الوطنية لأخلاقيات علم الأعصاب
- مدونة الاساس الوطني لأخلاقيات علوم الأعصاب
- التقرير السنوي الوطني لأخلاقيات علم الأعصاب 2012